# Richterambt Ootmarsum
Het richterambt Ootmarsum was een van de richterambten van het drostambt Twente. Het grondgebied hoorde onder de kerspels Ootmarsum, Denekamp en Tubbergen. 
Het richterambt grensde in het westen aan de heerlijkheid Almelo, in het noorden en oosten aan de graafschap Bentheim, in het zuiden aan het richterambt Oldenzaal en in het zuidwesten aan het richterambt Borne.
In 1811 werd het richterambt verdeeld in de gemeenten Ootmarsum en Tubbergen. In 1818 werd de gemeente Denekamp van Ootmarsum afgesplitst.

## Grondgebied
Het richterambt bestond uit de volgende buurschappen:
- Albergen
- Breklenkamp
- Denekamp (met dorp)
- Fleringen
- Geesteren
- Groot Agelo (marke Agelo)
- Haarle
- Hezingen
- Klein Agelo (marke Agelo)
- Lattrop
- Mander
- Noord Deurningen
- Nutter (marke Nutter en Oud Ootmarsum)
- Oud Ootmarsum (marke Nutter en Oud Ootmarsum)
- Reutum
- Tilligte
- Tubbergen (met dorp)
- Vasse

In 1811 is het richterambt opgesplitst in de gemeenten Ootmarsum en Tubbergen. In 1818 werd van de gemeente Ootmarsum de gemeente Denekamp afgesplitst. In 2001 werden de gemeenten Denekamp, Ootmarsum en Weerselo samengevoegd tot de nieuwe gemeente Denekamp, welke sinds 2002 als Dinkelland door het leven gaat.

## Adellijke huizen

### Havezaten
De volgende havezaten waren aanwezig in het Richterambt Ootmarsum.
- Beugelskamp in Denekamp
- Brecklenkamp in Breklenkamp
- Eeshof of Eschede in Tubbergen
- Herinckhave in Fleringen
- Noorddeurningen in Noord Deurningen
- Singraven in Denekamp
- Weemselo in Albergen
- Woeste in Reutum

### Overige huizen
De volgende huizen lagen eveneens in het Richterambt Ootmarsum.
- Harseveld in Denekamp